# Старишко Галина Федорівна
Галина Федорівна Старишко (24 червня 1915, Долгоброди — 1996) — українська радянська художниця; член Спілки радянських художників України.

## Біографія
Народилася 24 червня 1915 року в селі Долгобродах (нині Володавський повіт Люблінського воєводства Польщі). 1946 року закінчила Київський художній інститут, де навчалася у Олександра Сиротенка, Михайла Шаронова, Карпа Трохименка, Федора Кричевського.
Мешкала у Києві в будинку на вулиці Червоноармійській, № 12, квартира № 11. Померла у 1996 році.

## Творчість
Працювала у галузі станкового живопису. Серед робіт:
- «Біля рідного Дніпра» (1946);
- «Перше вересня» (1954);
- «На колгоспному подвір'ї» (1957);
- «У польовому таборі» (1960);
- «В годину затишку» (1965);
- «З єдиними піснями» (1967).

Брала участь у республіканських виставках з 1947 року.